# A.C.D. Città di Concordia
Associazione Calcio Dilettantistica Città di Concordia (trước đây là ACD Sagittaria Julia) là một câu lạc bộ bóng đá Ý đến từ Concordia Sagittaria, Veneto.

## Lịch sử
Đội được thành lập vào năm 1952.
Trong mùa 2011-12, đội đã xuống hạng Eccellenza sau bốn mùa ở Serie D.

## Màu sắc và huy hiệu
Màu của đội là trắng và đen.